# Jacques de Mailles
Jacques de Mailles (1475 - v. 1540), dit le Loyal Serviteur, est un écrivain français. Noble du mandement de Morêtel, compagnon de Pierre du Terrail, le célèbre Chevalier Bayard, il est l'auteur de l'ouvrage La très joyeuse et très plaisante histoire du gentil seigneur de Bayart qui relate la vie de l'illustre chevalier français.

## Biographie

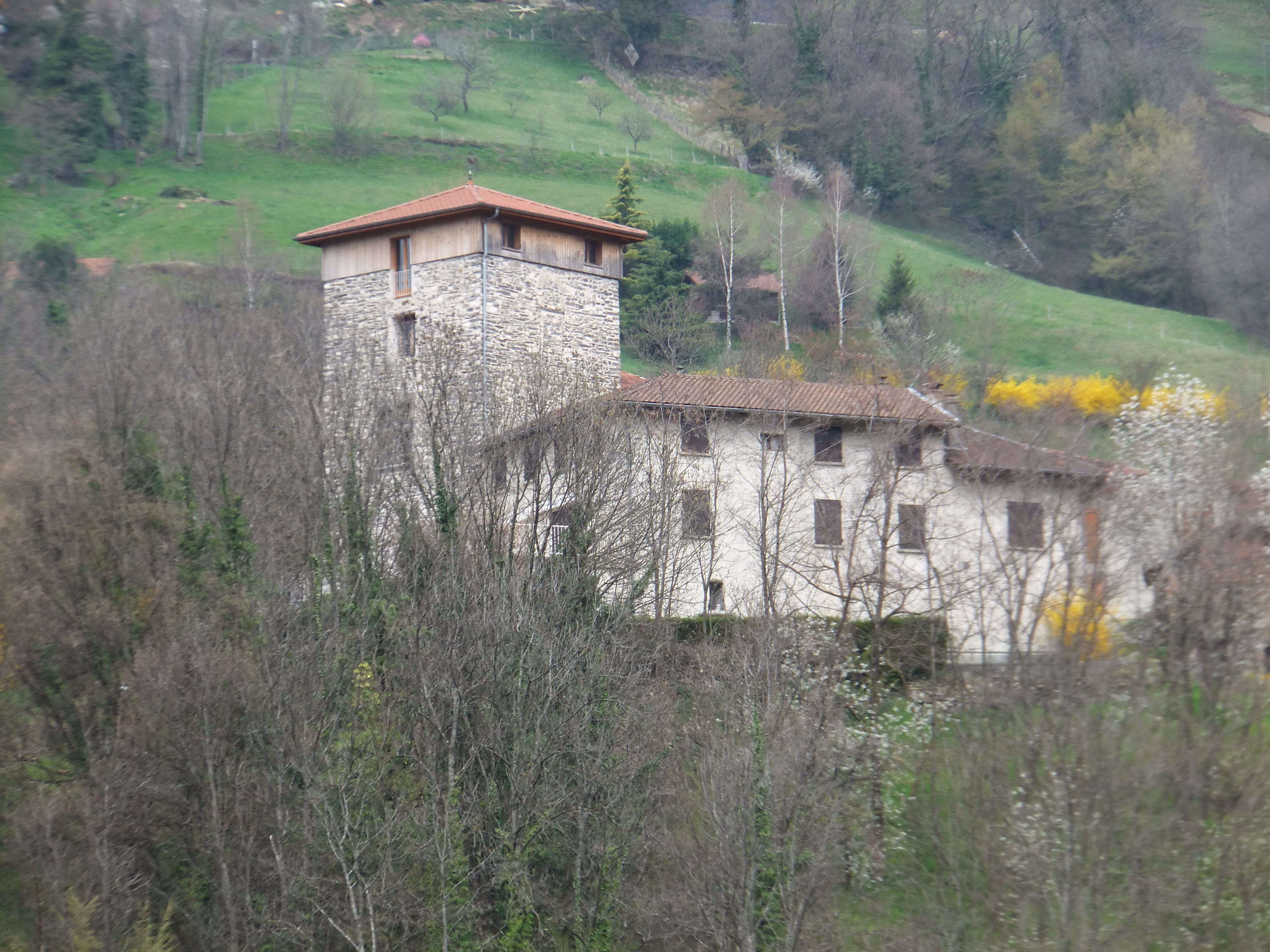
Maison forte des seigneurs de Mailles.

Jacques de Mailles appartient à une noble famille du Dauphiné, dont la maison forte, encore visible à Mailles, a été bâtie au XIe ou XIIe siècle.
Cultivé, il comprend l'italien, l'allemand et l'espagnol et a étudié le latin, le français et le droit civil. En attendant de pouvoir un jour acquérir une charge notariale, il participe aux guerres d'Italie ; il fut archer, puis secrétaire de Pierre Terrail de Bayard. Il vécut donc longtemps dans l'intimité du « Chevalier sans peur et sans reproche ».
Devenu notaire, Jacques de Mailles établira en 1525 le contrat de mariage de Jeanne, fille naturelle de Bayard, avec François de Bocsozel.
En 1527, il publie, sous le pseudonyme du « Loyal Serviteur », la très joyeuse et très plaisante histoire du gentil seigneur de Bayart. Cet ouvrage, conjugué à ceux de deux de ses contemporains, Symphorien Champier et Aymar du Rivail, fait autorité chez les historiens du chevalier Bayard, du XVIe siècle jusqu'à nos jours. L'identité entre le « Loyal Serviteur » et Jacques de Mailles a été proposée par J. Roman en 1879 et a été acceptée par tous les historiens.

## Œuvre
- La très joyeuse et très plaisante histoire du gentil seigneur de Bayart écrite par son loyal serviteur, Paléo Éditions, 2001  (ISBN 2913944264) ; rééd. La Délégation des siècles, 351 p., 2022  (ISBN 979-8849504612)